# Gran Premio de Gran Bretaña de Motociclismo de 1996
El Gran Premio de Gran Bretaña de Motociclismo de 1996 fue la novena prueba del Campeonato del Mundo de Motociclismo de 1996. Tuvo lugar en el fin de semana del 19 al 21 de julio de 1996 en el Donington Park, situado en la localidad de North West Leicestershire, Inglaterra, Reino Unido. La carrera de 500cc fue ganada por Mick Doohan, seguido de Àlex Crivillé y Norifumi Abe. Max Biaggi ganó la prueba de 250cc, por delante de Ralf Waldmann y Olivier Jacque. La carrera de 125cc fue ganada por Stefano Perugini, Masaki Tokudome fue segundo y Tomomi Manako tercero.

## Resultados 500cc
| Pos. | Piloto              | Constructor   | Tiempo/Retirado | Puntos |
| ---- | ------------------- | ------------- | --------------- | ------ |
| 1    | Mick Doohan         | Honda         | 47:11.135       | 25     |
| 2    | Àlex Crivillé       | Honda         | +3.319          | 20     |
| 3    | Norifumi Abe        | Yamaha        | +9.635          | 16     |
| 4    | Tadayuki Okada      | Honda         | +9.781          | 13     |
| 5    | Scott Russell       | Suzuki        | +10.411         | 11     |
| 6    | Loris Capirossi     | Yamaha        | +24.825         | 10     |
| 7    | Alex Barros         | Honda         | +32.182         | 9      |
| 8    | Juan Borja          | Elf 500       | +32.699         | 8      |
| 9    | Luca Cadalora       | Honda         | +33.620         | 7      |
| 10   | Shinichi Itoh       | Honda         | +40.040         | 6      |
| 11   | Alberto Puig        | Honda         | +45.832         | 5      |
| 12   | Carlos Checa        | Honda         | +46.349         | 4      |
| 13   | James Haydon        | ROC Yamaha    | +1:22.245       | 3      |
| 14   | Frédéric Protat     | ROC Yamaha    | +1:24.783       | 2      |
| 15   | Lucio Pedercini     | ROC Yamaha    | +1:38.843       | 1      |
| 16   | Chris Walker        | Elf 500       | +1 Vuelta       |        |
| 17   | Eugene McManus      | Yamaha        | +1 Vuelta       |        |
| Ret  | Terry Rymer         | Suzuki        |                 |        |
| Ret  | Jeremy McWilliams   | ROC Yamaha    |                 |        |
| Ret  | Jean-Michel Bayle   | Yamaha        |                 |        |
| Ret  | Jean Pierre Jeandat | Paton         |                 |        |
| Ret  | Paul Young          | Harris Yamaha |                 |        |
| Ret  | Kenny Roberts Jr    | Yamaha        |                 |        |
| DNS  | Sean Emmett         | Harris Yamaha |                 |        |

- Pole Position: Mick Doohan, 1:32.426
- Vuelta Rápida: Scott Russell, 1:33.574

## Resultados 250cc
| Pos. | Piloto                   | Constructor | Tiempo/Retirado | Puntos |
| ---- | ------------------------ | ----------- | --------------- | ------ |
| 1    | Max Biaggi               | Aprilia     | 43:04.272       | 25     |
| 2    | Ralf Waldmann            | Honda       | +4.637          | 20     |
| 3    | Olivier Jacque           | Honda       | +15.054         | 16     |
| 4    | Jürgen Fuchs             | Honda       | +29.396         | 13     |
| 5    | Tohru Ukawa              | Honda       | +38.724         | 11     |
| 6    | Takeshi Tsujimura        | Honda       | +41.050         | 10     |
| 7    | Régis Laconi             | Honda       | +46.474         | 9      |
| 8    | Nobuatsu Aoki            | Honda       | +49.074         | 8      |
| 9    | Cristiano Migliorati     | Honda       | +1:02.178       | 7      |
| 10   | Eskil Suter              | Aprilia     | +1:11.386       | 6      |
| 11   | Sete Gibernau            | Honda       | +1:17.734       | 5      |
| 12   | Osamu Miyazaki           | Aprilia     | +1:18.410       | 4      |
| 13   | Alessandro Antonello     | Aprilia     | +1:18.498       | 3      |
| 14   | Cristophe Cogan          | Honda       | +1:19.478       | 2      |
| 15   | Davide Bulega            | Aprilia     | +1:19.660       | 1      |
| 16   | Scott Smart              | Honda       | +1:30.237       |        |
| 17   | Steve Sawford            | Aprilia     | +1 Vuelta       |        |
| 18   | Christian Boudinot       | Aprilia     | +1 Vuelta       |        |
| 19   | José Barresi             | Yamaha      | +2 Vueltas      |        |
| Ret  | Jamie Robinson           | Aprilia     |                 |        |
| Ret  | Jurgen van den Goorbergh | Honda       |                 |        |
| Ret  | Marcellino Lucchi        | Aprilia     |                 |        |
| Ret  | Yasumasa Hatakeyama      | Honda       |                 |        |
| Ret  | Jason Vincent            | Honda       |                 |        |
| Ret  | Gianluigi Scalvini       | Honda       |                 |        |
| Ret  | Luca Boscoscuro          | Aprilia     |                 |        |
| Ret  | Jean-Philippe Ruggia     | Honda       |                 |        |
| Ret  | Oliver Petrucciani       | Aprilia     |                 |        |
| Ret  | Luis d'Antin             | Honda       |                 |        |
| DNS  | Tetsuya Harada           | Yamaha      |                 |        |
| DNS  | Lee Dickinson            | Honda       |                 |        |

- Pole Position: Olivier Jacque, 1:34.397
- Vuelta Rápida: Max Biaggi, 1:34.968

## Resultados 125cc
| Pos. | Piloto            | Constructor | Tiempo/Retirado | Puntos |
| ---- | ----------------- | ----------- | --------------- | ------ |
| 1    | Stefano Perugini  | Aprilia     | 43:41.678       | 25     |
| 2    | Masaki Tokudome   | Aprilia     | +2.653          | 20     |
| 3    | Tomomi Manako     | Honda       | +6.624          | 16     |
| 4    | Jorge Martínez    | Aprilia     | +15.610         | 13     |
| 5    | Kazuto Sakata     | Aprilia     | +17.576         | 11     |
| 6    | Noboru Ueda       | Honda       | +18.792         | 10     |
| 7    | Yoshiaki Katoh    | Yamaha      | +19.115         | 9      |
| 8    | Haruchika Aoki    | Honda       | +20.757         | 8      |
| 9    | Lucio Cecchinello | Honda       | +23.746         | 7      |
| 10   | Youichi Ui        | Yamaha      | +31.568         | 6      |
| 11   | Peter Öttl        | Aprilia     | +32.210         | 5      |
| 12   | Ivan Goi          | Honda       | +33.424         | 4      |
| 13   | Darren Barton     | Aprilia     | +41.452         | 3      |
| 14   | Garry McCoy       | Aprilia     | +43.091         | 2      |
| 15   | Herri Torrontegui | Honda       | +48.544         | 1      |
| 16   | Gabriele Debbia   | Yamaha      | +49.859         |        |
| 17   | Paolo Tessari     | Honda       | +51.142         |        |
| 18   | Jaroslav Huleš    | Honda       | +53.440         |        |
| 19   | Andrea Ballerini  | Aprilia     | +1:07.294       |        |
| 20   | Manfred Geissler  | Aprilia     | +1:16.420       |        |
| 21   | Ángel Nieto Jr    | Aprilia     | +1:16.921       |        |
| 22   | Chris Palmer      | Honda       | +1 Vuelta       |        |
| 23   | Robin Appleyard   | Honda       | +1 Vuelta       |        |
| 24   | Pete Jennings     | Honda       | +1 Vuelta       |        |
| Ret  | Emilio Alzamora   | Honda       |                 |        |
| Ret  | Frédéric Petit    | Honda       |                 |        |
| Ret  | Dirk Raudies      | Honda       |                 |        |
| Ret  | Valentino Rossi   | Aprilia     |                 |        |
| Ret  | Josep Sarda       | Honda       |                 |        |
| Ret  | Loek Bodelier     | Honda       |                 |        |
| Ret  | Fernando Mendes   | Honda       |                 |        |
| Ret  | Akira Saito       | Honda       |                 |        |

- Pole Position: Masaki Tokudome, 1:39.935
- Vuelta Rápida: Masaki Tokudome, 1:39.704